# Norman Hacker
Norman Hacker (geboren am 18. August 1962 in Enns) ist ein österreichischer Film-, Fernseh- und Theaterschauspieler.

## Laufbahn
Hacker studierte Schauspiel am „Franz Schubert Konservatorium“ in Wien und absolvierte 1985 vor der Paritätischen Prüfungskommission Wien, unter dem Vorsitz von Prof. Fritz Muliar, die Bühnenreifeprüfung. Bereits während seines Studiums in Wien spielte er im Ensemble Theater Wien am Petersplatz. Es folgte ein Engagement am Schauspielhaus Graz, von 2000 bis 2009 war er Ensemblemitglied des Thalia Theater Hamburg. Von 2011 bis 2019 war er fest am Münchner Residenztheater engagiert. Seit Beginn der Spielzeit 2019 ist er festes Ensemblemitglied am Burgtheater Wien.
Bei den Salzburger Festspielen gastierte er 2003 als Hauptmann im Woyzeck und 2006 als Tartuffe auf der Perner-Insel sowie als Guter Gesell und als Teufel im Jedermann am Domplatz. Gastengagements führten ihn auch zur RuhrTriennale, ans Deutschen Theater Berlin und ins Theater in der Josefstadt in Wien. Hacker arbeitete mit namhaften Regisseuren, wie Michael Thalheimer, Martin Kušej, Stephan Kimmig, Dimiter Gotscheff, David Bösch, Stefan Bachmann, Jorinde Dröse und Andrea Breth.

## Filmografie

### Fernseh- und Kinofilme
- 2005: Mutterglück (Regie: Christian Görlitz)
- 2005: Der Junge ohne Eigenschaften (Regie: Thomas Stiller)
- 2007: Erdbeereis mit Liebe (Regie: Oliver Dommenget)
- 2010: Ein Song für den Mörder (Regie: Lars Jessen)
- 2012: Herzversagen (Regie: Dagmar Hirtz)
- 2013: Petit (Regie: Anders Morgenthaler)
- 2016: Liebe möglicherweise (Regie: Michael Kreihsl)
- 2017: Eine unerhörte Frau (Regie: Hans Steinbichler)
- 2018: Sieben Stunden (Regie: Christian Görlitz)
- 2018: Fünf Freunde und das Tal der Dinosaurier
- 2019: Das Ende der Wahrheit
- 2019: Ein Dorf wehrt sich

### Fernsehserien und -reihen
- 1985: Tatort – Nachtstreife
- 1986: Tatort – Der Tod des Tänzers
- 2002: Alphateam – Die Lebensretter im OP (Regie: Wolfgang Münstermann)
- 2005: Der Ermittler (Regie: Peter Fratzscher)
- 2005: Adelheid und ihre Mörder (Regie: Stephan Mayr)
- 2005: Tatort – Borowski in der Unterwelt (Regie: Claudia Garde)
- 2006: Tatort – Schattenspiele (Regie: Claudia Garde)
- 2006: Doppelter Einsatz (Regie: Peter Patzak)
- 2006: Unter anderen Umständen
- 2008: Tatort – Salzleiche (Regie: Christiane Balthasar)
- 2009: Tatort – Tote Männer (Regie: Thomas Jauch)
- 2010: Nachtschicht – Das tote Mädchen (Regie: Lars Becker)
- 2012: Stubbe – Von Fall zu Fall: Begleiterinnen (Regie: Peter Kahane)
- 2012: Lena Fauch: Die Pflicht zu Schweigen (Regie: Johannes Fabrick)
- 2012: Unter Verdacht: Türkische Früchtchen (Regie: Martin Weinhart)
- 2013: Unter Verdacht: Mitten ins Herz (Regie: Martin Weinhart)
- 2013–2021: SOKO Kitzbühel (drei Folgen; verschiedene Rolle)
- 2013: Lena Fauch: Gefährliches Schweigen
- 2014: Tatort – Das verkaufte Lächeln
- 2019: Polizeiruf 110 – Der Ort, von dem die Wolken kommen
- 2019: Kommissarin Lucas – Tote Erde
- 2019: Vienna Blood – Königin der Nacht
- 2020: Landkrimi – Steirerwut
- 2020: Die Chefin (Fernsehserie, Folge 62 Geschwister)
- 2022: Blind ermittelt – Tod im Prater (Fernsehreihe)
- 2023: Schnell ermittelt (Fernsehserie, Folge Simon Rosenstrauss)
- 2023: German Crime Story: Gefesselt
- 2024: SOKO Linz – Unter Schock (Fernsehserie)
- 2025: Landkrimi – Acht (Fernsehreihe)

## Theater (Auswahl)

### Residenztheater München
- 2014: Was ihr wollt (als Sir Toby Rülp). Von William Shakespeare. Inszenierung: Amélie Niermeyer[3][4]
- 2015: Netzwelt (als Sims/Papa). Von Jennifer Haley. Inszenierung: Amélie Niermeyer[5][6]
- 2017: Kinder der Sonne (als Protassow). Von Maxim Gorki. Inszenierung: David Bösch[7]

## Ehrungen und Auszeichnungen
- 2006: Rita-Tanck-Glaser-Schauspielpreis
- 2016: Nominierung für den Kurt-Meisel-Preis der Freunde des Residenztheaters e. V. für herausragende künstlerische Leistung
- 2018: Nominierung für den Kurt-Meisel-Preis der Freunde des Residenztheaters e. V. für herausragende künstlerische Leistung